# Rosakinder
Rosakinder ist ein semidokumentarischer Film von Julia von Heinz, Chris Kraus, Axel Ranisch, Robert Thalheim und Tom Tykwer über ihren Mentor, Hochschulprofessor, väterlichen Freund und Kollegen Rosa von Praunheim. 

## Handlung
Die fünf Regisseure haben von Praunheim vor allem in der Funktion als Mentor und Professor für Regie an der Hochschule für Film und Fernsehen „Konrad Wolf“ in Potsdam wahrgenommen. Julia von Heinz, Robert Thalheim und Axel Ranisch waren Studenten in von Praunheims Seminaren. Chris Kraus und Tom Tykwer haben ihn im Umfeld anderer Filmprojekte erlebt, zum Beispiel an der Deutschen Film- und Fernsehakademie in Berlin. Der Film entstand anlässlich des 70. Geburtstags des Kult-Regisseurs und ist eine Hommage und Widmung zugleich. Die „Rosakinder“ erzählen in eigenen Episoden, die miteinander verwoben sind, von ihrem Verhältnis zu von Praunheim:

„Rosa ist mein bester Freund und mein Mentor, er ist ein Prophet und er ist mein Vater, der mir immer wieder das Leben rettet. Ohne ihn wäre ich keine Regisseurin und immer sieht er mehr in mir als ich selbst, solange bis ich es auch glaube.“

„An Rosa liebe ich die Schmerzen, die er zufügt, die er annimmt und genießt, die er erleidet und die er heilt. Und ich wollte, dass die alle in diesem Film sind.“

„Rosa hat mir Mut gemacht, mich auf ein Treppchen gestellt und wieder runtergeholt, mir Vertrauen geschenkt, mich gefördert und gefordert, den Weg in die Filmbranche geebnet, mich angestachelt, unter Druck gesetzt, mich wütend gemacht, zum Lachen gebracht, nie im Stich gelassen und getröstet, wenn ich Hilfe brauchte. Für mich hätte es keinen besseren Professor als ihn geben können und deshalb wird er es auch für immer bleiben: mein Prof. Rosa von Praunheim.“

„Machen. Machen. Machen. Das war seine Medizin für mein bürgerliches Gezaudere. Dafür werde ich diesem Gesamtkunstwerk auf ewig dankbar sein.“

„Rosa hat mir beigebracht, dass ein Film durch das Herz des Filmemachers ins Hirn und wieder zurückgejagt werden muss, bevor er es verdient hat, gedreht, geschweige denn irgendjemand anders gezeigt zu werden. Das klingt nach einem Allgemeinplatz, aber wer Rosa kennt, weiß, dass er daraus eine leidenschaftliche Philosophie entwickelt, die er mir und vielen anderen, die es hören oder nicht hören wollten, um die Ohren gehauen hat. Durch ihn habe ich eine imaginäre Tür geöffnet, die mich wegholte von der Straße der Beliebigkeit und hinein in die Geheimkammern des Kinos. In denen Intimität, Ehrlichkeit und ein gewisses Ausgeliefertsein das Einzige sind, was zählt.“

## Notizen
Der Film wurde unter anderem 2012 bei den Internationalen Hofer Filmtagen und 2013 bei der Berlinale aufgeführt. Im Fernsehen wurde Rosakinder erstmals 2012 von Arte ausgestrahlt.

## Rezeption
Der Film wurde sehr gut besprochen, die Rezensionen fokussierten vor allem das Verhältnis der „Rosakinder“ zu ihrem Mentor Rosa von Praunheim: „Fünf grundverschiedene deutsche Regisseure stellen in betont persönlichen Filmen ihr Verhältnis zu ihrem filmischen Übervater Rosa von Praunheim dar. Ihre Beiträge verdichten sich zur Auseinandersetzung mit Freundschaft und dem Filmemachen, sowie dem Verhältnis zwischen Lehrer und Schüler.“ (Filmdienst) „Auf den ersten Blick haben sie nichts miteinander zu tun, die fünf Regisseure, die unterschiedlicher nicht sein könnten. Doch schaut man auf ihre Biografien, so entdeckt man einen Namen, der sie alle verbindet: Rosa von Praunheim, der wohl hemmungsloseste, offensivste und ehrlichste Regisseur Deutschlands.“ (Teddy Award) „Fünf Filmemacher, die entscheidende Anstöße von Mentor Rosa erhielten. Der wichtigste Impuls: Erzähle von dir, finde deine eigene Stimme! Offenbar geht Rosa von Praunheim mit seinen Schützlingen gerade so um, wie mit den Menschen, die er porträtiert oder zum Spiel animiert. Er will sie ermutigen, aus sich herauszugehen, sich zu zeigen.“ (Süddeutsche Zeitung) Die Filmzeitschrift Cinema resümierte: „Aufschlussreicher, witziger Genremix.“